# 林道上野大滝線

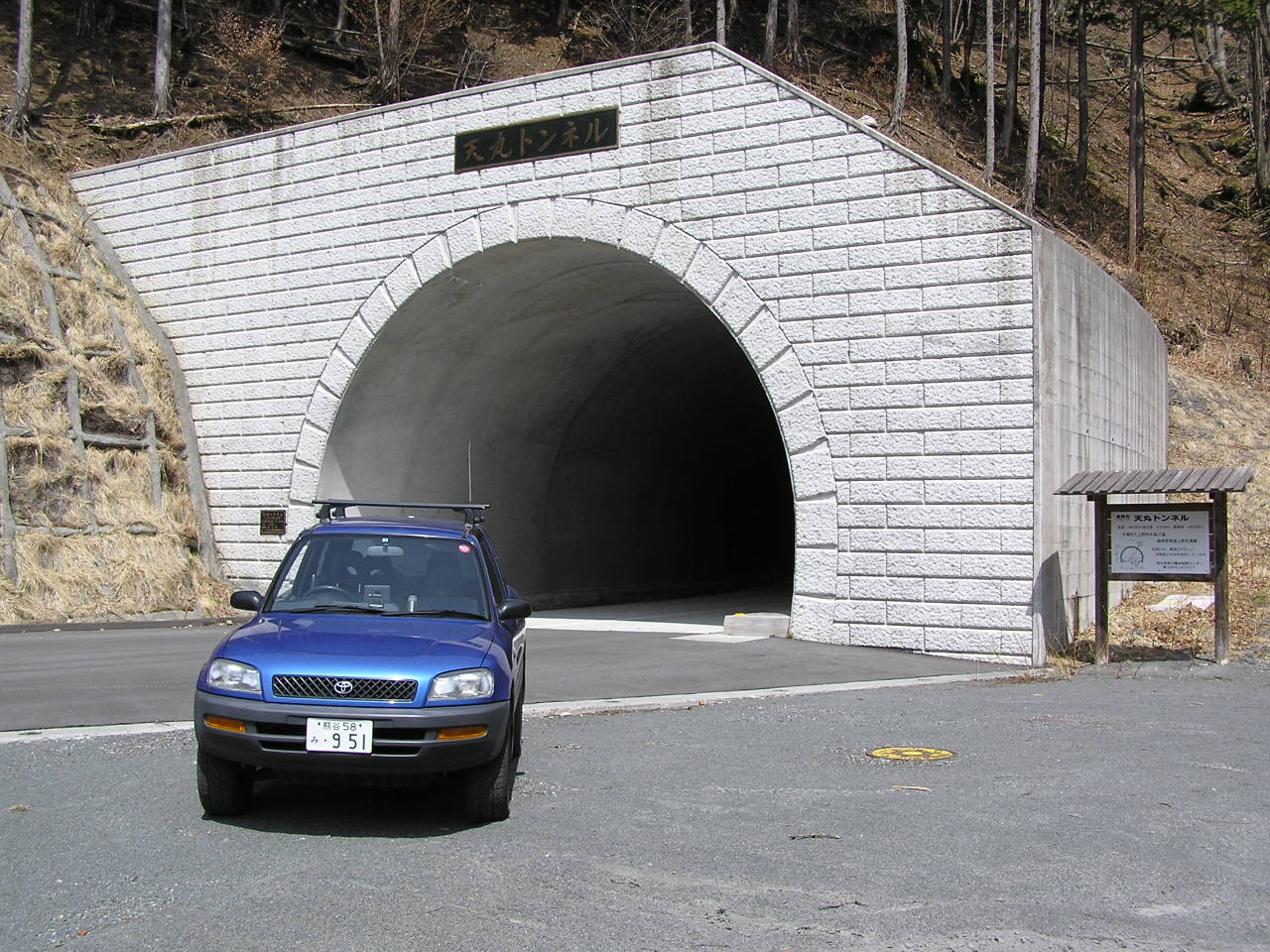
天丸トンネル

林道上野大滝線（りんどううえのおおたきせん）は、埼玉県秩父市中津川から群馬県多野郡上野村乙父沢（おっちざわ）を結ぶ県管理（一部民有管理）の林道である。全長21.9km。

## 概要
埼玉県秩父地方と群馬県の奥多野地域（神流川流域）の間には、西方の長野県境に至るまで峻険な上武山地が連なっており、通年通行可能な幹線道路としては志賀坂峠を越える国道299号志賀坂トンネルが存在するのみである。
それより西方に位置する唯一の峠越え車道が林道上野大滝線であるが、県境越えのトンネルを除いては極めて狭隘・屈曲した未舗装区間も含む長途の隘路となっており、さらに起終点とも、既存の狭隘な県道・市村道を経由した奥地に位置して主要道路からのアクセスが困難であるため、幹線交通路としては機能していない。
本来の林業輸送路以外には、災害迂回路・登山者用のアプローチ道路としての機能に留まり、他にオートバイやSUVでのオフロード走行趣味者が訪問する程度である。全区間にわたり落石が多発し、路上に散乱している場合もあるが、人里から離れて交通量が少ないことから十分な除去ができておらず、途中のダート区間の存在とも相まって、ロードクリアランスの小さい一般の乗用車での通行は困難である。県境のトンネル付近が2車線相当の幅員であるほかは、全区間が1~1.5車線の狭隘路である。

## 経路
埼玉側のアプローチは埼玉県道210号中津川三峰口停車場線「雁掛トンネル」坑口手前が起点である。埼玉県側区間の前身は1956年から埼玉県営林の管理用道路「林道山吹線」として整備開始された経緯があり、1963年時点までに5,800m以上を延伸していた。
埼玉県側は5km程度にわたり粗いバラストの敷かれたガレ気味のダートで、舗装路向けの一般車両では通行に困難を来す悪路である。その先は舗装路となるが落石が多い。
途中トンネルが何箇所かあり、下路曲弦アーチ橋の山吹橋から山吹トンネル（2001年竣工　全長77m）を経て、県境の天丸トンネル（2001年竣工　全長480.9m）の群馬側坑口までが幅員2車線相当の高規格になっている。この付近がもっとも標高が高く、海抜1200m以上に達する。
群馬側坑口を出るとすぐに狭隘路に戻り、以後も舗装はされているものの屈曲した落石の多い道が連続する。天丸山（標高1506m）の東側を巡るように海抜1000m級の山間部を進み、上野村南部の最奥地に位置する小集落の奥名郷に近い位置で、林道奥名郷線に接続、奥名郷から下流の野栗沢集落を経て渓流の野栗沢沿いに下ることで国道299号に接続する。定住者のいる奥名郷・野栗沢と国道299号との間は古くから生活道路として整備されており、狭隘ながらも一応の通行に耐える。
上野大滝線の本体は、奥名郷線と別れると、従前からの行き止まり路線であった乙父林道支線の東沢線を編入・延長する形で天丸山の北側を回り、上野村乙父沢で、国道299号に通じる乙父林道と接続する。旧・東沢線区間は2011年に開削が完了した区間で未舗装・未整備状態であり、一般車両通行には不適である。
埼玉県側では、旧中津川林道や金山志賀坂林道とも接続している。